# Running on Air
Running on Air è un singolo del cantante austriaco Nathan Trent pubblicato il 28 febbraio 2017 da ORF–Enterprise.

## Il disco
Il singolo è stato scritto dal cantante stesso in collaborazione con Bernhard Penzias. Il 19 dicembre 2016 l'ente radiotelevisivo austriaco ORF ha confermato di avere selezionato internamente Nathan Trent per rappresentare l'Austria all'Eurovision Song Contest 2017. Il brano con cui rappresenterà l'Austria sul palco dell'Eurovision a Kiev, Running on Air, è stato confermato il 26 febbraio 2017. Nathan ha cantato nella prima metà della seconda semifinale, svoltasi l'11 maggio, competendo con altri 18 artisti per aggiudicarsi uno dei dieci posti nella finale del 13 maggio. Dopo aver superato la finale, l'artista si classifica al 16º posto finale. Il giorno 20 giugno 2017 ha pubblicato Fino a che volerò, versione italiana del pezzo, e il 30 giugno dello stesso anno ha pubblicato la versione spagnola della canzone, intitolata Aire.

## Tracce
Download digitale
1. Running on Air – 2:48

## Classifiche
| Classifica (2017) | Posizione massima |
| ----------------- | ----------------- |
| Austria           | 18                |